# Chặng đua GP Styria
Chặng đua GP Styria  (tên chính thức Grosser Preis Der Steiermark) là một chặng đua của giải đua xe Công thức 1 vô địch thế giới diễn ra trong các năm 2020 và 2021 ở trường đua Red Bull Ring, Áo.

## Lịch sử
Năm 2020: Do ảnh hưởng của đại dịch Covid-19 nên có nhiều chặng đua chính thức bị hủy. Chặng đua GP Styria được bổ sung vào lịch thi đấu. Người chiến thắng là Lewis Hamilton.
Năm 2021: Chặng đua tiếp tục được bổ sung vào lịch thi đấu do các chặng đua GP Canada và GP Thổ Nhĩ Kỳ lần lượt bị hủy. Max Verstappen chiến thắng pole-to-win.

## Kết quả theo năm
(Tất cả các chặng đua đều được tổ chức ở trường đua Red Bull Ring)
| Năm  | Tay đua        | Đội đua               | Chi tiết |
| ---- | -------------- | --------------------- | -------- |
| 2020 | Lewis Hamilton | Mercedes              | Chi tiết |
| 2021 | Max Verstappen | Red Bull Racing-Honda | Chi tiết |